# Mareya acuminata
Mareya acuminata är en törelväxtart som beskrevs av David Prain. Mareya acuminata ingår i släktet Mareya och familjen törelväxter.
Artens utbredningsområde är Gabon. Inga underarter finns listade i Catalogue of Life.